# Hafei
Harbin Hafei Automobile Industry Group Co., Ltd. – chińskie przedsiębiorstwo branży motoryzacyjnej zajmujące się produkcją samochodów osobowych sprzedawanych pod marką Hafei.
Spółka powstała w 1995 roku, wcześniej będąc częścią Harbin Aircraft Manufacturing Corporation. Od 2009 roku właścicielem spółki jest Chang’an Motors. Siedziba przedsiębiorstwa znajduje się w mieście Harbin.
W 2003 roku wielkość produkcji wyniosła ok. 200 000 pojazdów.